# Friedrich Ferdinand Schäfer
Friedrich Ferdinand Schäfer (16 agosto 1839 – 18 luglio 1927) è stato un pittore statunitense di origine tedesca.

## Biografia
Nacque a Braunschweig, in Germania ed emigrò negli Stati Uniti nel 1876, all'età di 37 anni.
Schafer aprì uno studio in Montgomery Street a San Francisco e visse a Oakland. Nel corso della sua carriera, realizzò oltre 500 dipinti. Morì a Oakland all'età di 87 anni.
Il suo lavoro è presente nelle collezioni permanenti del Birmingham Museum of Art, del Fairfield University Art Museum e del Northwest Museum of Arts and Culture.